# 萨莫拉-钦奇佩省
薩莫拉-欽奇佩省（西班牙語：Provincia de Zamora-Chinchipe），是厄瓜多爾最南部的一個省，位於安第斯山脈，與秘魯接壤。面積10,456.3平方公里，2001年人口76,601人。首府薩莫拉。
1953年11月10日分自莫羅納-聖地亞哥省，下分九市。
1. ↑  Citypopulation.de Population and area of Zamora Chinchipe Province
2. ↑  Villalba, Juan. . Scribd.   [2019-02-05] （西班牙语）.